# Салтен (Вашингтон)
Салтен (англ. Sultan) — місто (англ. city) в США, в окрузі Сногоміш штату Вашингтон. Населення — 5146 осіб (2020).

## Географія
Салтен розташований за координатами 47°52′13″ пн. ш. 121°48′13″ зх. д. / 47.87028° пн. ш. 121.80361° зх. д. (47.870358, -121.803486).  За даними Бюро перепису населення США в 2010 році місто мало площу 8,15 км², уся площа — суходіл.

## Демографія
Згідно з переписом 2010 року, у місті мешкала 4651 особа в 1607 домогосподарствах у складі 1142 родин. Густота населення становила 570 осіб/км².  Було 1752 помешкання (215/км²).
Расовий склад населення:
| - 86,2 % — білих - 1,6 % — азіатів - 1,0 % — корінних американців - 0,2 % — вихідців з тихоокеанських островів - 0,2 % — чорних або афроамериканців - 7,1 % — осіб інших рас |

До двох чи більше рас належало 3,7 %. Частка іспаномовних становила 12,2 % від усіх жителів.
За віковим діапазоном населення розподілялося таким чином: 30,7 % — особи молодші 18 років, 62,0 % — особи у віці 18—64 років, 7,3 % — особи у віці 65 років та старші. Медіана віку мешканця становила 32,3 року. На 100 осіб жіночої статі у місті припадало 106,2 чоловіків;  на 100 жінок у віці від 18 років та старших — 103,5 чоловіків також старших 18 років.
Середній дохід на одне домашнє господарство  становив 66 212 долари США (медіана — 55 638), а середній дохід на одну сім'ю — 78 321 долар (медіана — 66 438). Медіана доходів становила 48 354 долари для чоловіків та 38 750 доларів для жінок. За межею бідності перебувало 9,2 % осіб, у тому числі 8,1 % дітей у віці до 18 років та 11,2 % осіб у віці 65 років та старших.
Цивільне працевлаштоване населення становило 2325 осіб. Основні галузі зайнятості: роздрібна торгівля — 20,9 %, освіта, охорона здоров'я та соціальна допомога — 15,3 %, виробництво — 11,9 %.